# Церебрална амилоидна ангиопатија
Церебрална амилоидна ангиопатија (скраћено CAA од енглеског назива Cerebral Amyloid Angiopathy) је цереброваскуларна болест изазвана таложењем β-амилоида у зидовима можданих артерија, артериола и капилара. Депозитни материјал у крвном суду састоји се од продукта разлагања амилоидног прекурсорског протеина, који се одваја од β- и γ-секретаза у фрагменте амилоида-бета (Aβ) различитих дужина аминокиселина (Aβ40 и Aβ42).
Церебрална амилоидна ангиопатија селективно укључује церебралну васкулатуру, првенствено лептоменингалне и кортикалне крвне судове. За разлику од паренхимског таложења амилоида у Алцхеимерове деменцији (АД), који је састављена углавном од Aβ42, β-амилоидни протеин у CAA је првенствено Aβ40. Депозиција следи типичан образац, са Ап у почетку депонован у туници медијима и адвентитији. Касније, амилоида-бета се акумулира у свим слојевима зида крвних судова и узрокује губитак глатких мишићних ћелија. Након тога долази до прекида у зиду крвних судова, што доводи до формирања микроанеуризме и фибриноидне некрозе.

## Епидемиологија
Церебрална амилоидна ангиопатија је релативно чест налаз, који се бележи у обдукционом материјалу мозга код 10–30% особа без обзира на заживотни когнитивни статус, као и код 80–100% болесника са амилодном болешћу.
Најчешће се јавља код старијих особа, изнад 60 година старости. У серији спроведених аутопсија, показало се да је церебрална амилоидна ангиопатија чешћа код деменција у поређењу са неидентификованим особама са укупном учесталошћу од 84,9% (57,8% је имало благи до умерени облик церебралне амилоидне ангиопатије, а 18,9% је имало умерену до тешку церебралну амилоидну ангиопатију). Умерена и тешка церебрална амилоидна ангиопатија предиспонира интрецеребеално крварење и такође је повезана са когнитивним оштећењем и повећаним ризиком од смрти.

## Етиологија
Узрок настанка болести је непознат, као и тачан механизам којим се Aβ накупља у зиду крвних судова непознат. Ипак најчешће се као узрок наводи поремећен периваскуларни клиренс Аβ протеина и његово накнадно патолошко накупљање у неуроваскулатури. Иако је одлагање Аβ протеина у основи спорадично у церебралној амилоидној ангиопатији и Алцхајмеровој болести, неколико других генетских облика амилоидозе може укључити и мозак, укључујући:
- цистатин Ц, који је повезан са наследним церебралним крварењем са амилоидозом-исландским типом;
- транстиретин, повезан са фамилијарном транстиретином амилоидозом;
- гелсолин, повезан са породичном амилоидозом Финског типа;
- фамилијарну Британску деменцију и фамилијарну Данску деменцију, које су и узроковане мутацијама у гену ИТМ2Б.[10][11][12]

## Патогенеза
Болест доводи до интрацеребралне кортикалне или кортико-супкортикалне лобарне хеморагије, лакунарних исхемија, конфлуентних ЛБМ и микрокрварења. Комбинација ових налаза уз МР мозга треба да побуди сумњу на церебралну амилоидну ангиопатију.
Поред импликација и ризика од хеморагичног можданог удара, церебрална амилоидна ангиопатија је повезана и са когнитивним оштећењем код старијих особа. Иако се церебрална амилоидна ангиопатија може појавити у одсуству значајне патологије Алцхајмерове болести, често се са њом преклапа. Већина пацијената са Алцхајмеровом болести има истовремено и церебралну амилоидну ангиопатију; ово је забележено у од 80% до 90% пацијената са Алцхајмеровом болести.
Студија старења у Хонолулу-Азији показала је да појединци са Алцхајмеровом болести и церебралном амилоидном ангиопатијом имају нижи когнитивни учинак у поређењу са Алцхајмеровом болести без церебралне амилоидне ангиопатије.
Церебрална амилоидна ангиопатија и Алцхајмерова болест су повезане са аполипопротеином Е (ApoE) ε4 алелом. ApoE је протеин који игра битну улогу у метаболизму липида везивањем за рецепторе ћелијског зида који су укључени у трансфер различитих липопротеина током липолизе. Постоје три главна полиморфизма (ε2, ε3 и ε4) који се диференцирају на основу једноставне измене једне амино киселине. Алел ε4 је фактор ризика за церебралну амилоидну ангиопатију и Алцхајмерову болест (25) и овај однос између ε4 ицеребралне амилоидне ангиопатије је зависан од дозе. Алел ε2 је повезан са већим ризиком од интрацеребралне хеморагије везане за церебралну амилоидну ангиопатију, али са мањим ризиком за Алцхајмерову болест. Откривено је да носиоци алела ε2 или ε4 имају већи ризик од рецидива интрацеребралне хеморагије.
Церебрална амилоидна ангиопатиј је такође повезана са смањеном перцептивном брзином и епизодичном меморијом чак и након контролисања патологије Алцхајмерове болести, а такође је повезана и са когнитивним оштећењем; чини се да је ова повезаност последица исхемијских оштећења и да је независна од патологије Алцхајмерове болести.

## Клиничка слика
Клиничку слику церебрална амиолоидна ангиопатија, карактерише прогресиван ток и појава карактеристичних знакова интрацеребралне хеморагије (крварење у локализованој ареи мозга и мањи шлог. 
Доминантни симптоми и знаци клиничке слике су:
- главобоља,
- мучнина и повраћање,
- деменција,
- поспаност,
- диплопије ( дупле слике),
- поремећаји вида,
- отежан говор,
- општа слабост,
- парализа,
- промене сензибилитета,
- епи напади, ступор, кома (ретко).

## Дијагноза
Дијагноза се попставља на основу анамнезе неуролошког прегледа и сликовних метода (пре свега компјутеризована томографија и нуклеарна магнетна резонанција мозга). Комбинација ових налаза треба да изазове сумњу на церебралну амилоидну ангиопатију, јер се тачна дијагноза може утврдити тек након налаза амилоида на обдукцији.

## Терапија
Специфично лечење за амилоидозу не постоји, већ је оно симптоматско и заснива на заснива се на контроли појединих симптома.
Уназад неколико година издвојена је подгрупа болесника с инфламаторним одговором изазваним церебралном амиолоидном ангиопатијом код којих је утврђено да извесан ефекта има примена имуносупресивних лекова, пре свега кортикостероида и циклофосфамида.